# That Bass Tour
That Bass Tour fue la primera gira musical de la cantante y compositora estadounidense Meghan Trainor, realizada para promocionar su álbum de estudio debut Title, en 2015.

## Lista de canciones
- Meghan Trainor[1]

1. «Dear Future Husband»
2. «Mr. Almost»
3. «Credit»
4. «No Good for You»
5. «Title»
6. «Walkashame»
7. «Close Your Eyes»
8. «3am»
9. «Like I'm Gonna Lose You»
10. «Bang Dem Sticks»
11. «Baila, Uptown Funk» (Mark Ronson cover)
12. «My Selfish Heart»
13. «Lips Are Movin»

Encore:
1. «What If I»
2. «All About That Bass»

## Fechas
| Día                   | Ciudad        | País           | Lugar                      | Acto de apertura       | Boletos              | Ingreso      |
| Norteamérica          | Norteamérica  | Norteamérica   | Norteamérica               | Norteamérica           | Norteamérica         | Norteamérica |
| --------------------- | ------------- | -------------- | -------------------------- | ---------------------- | -------------------- | ------------ |
| 11 de febrero de 2015 | Vancouver     | Canadá         | Vogue Theatre              | Sheppard               | —                    | —            |
| 13 de febrero de 2015 | Portland      | Estados Unidos | Wonder Ballroom            | Sheppard Matt Príncipe | —                    | —            |
| 14 de febrero de 2015 | Seattle       | Estados Unidos | Neptune Theatre            | Sheppard Matt Príncipe | —                    | —            |
| 16 de febrero de 2015 | San Francisco | Estados Unidos | Fillmore District          | Sheppard Matt Príncipe | —                    | —            |
| 18 de febrero de 215  | San Diego     | Estados Unidos | House of Blues             | Sheppard Matt Príncipe | —                    | —            |
| 21 de febrero de 2015 | Los Ángeles   | Estados Unidos | Teatro El Rey              | Sheppard Matt Príncipe | 1,542 / 1,542 (100%) | $38,550      |
| 22 de febrero de 2015 | Los Ángeles   | Estados Unidos | Teatro El Rey              | Sheppard Matt Príncipe | 1,542 / 1,542 (100%) | $38,550      |
| 25 de febrero de 2015 | Houston       | Estados Unidos | House of Blues             | Sheppard Matt Príncipe | —                    | —            |
| 27 de febrero de 2015 | Dallas        | Estados Unidos | Granda Theater             | Sheppard Matt Príncipe | —                    | —            |
| 1 de marzo de 2015    | Louisville    | Estados Unidos | Mercury Ballroom           | Sheppard Matt Príncipe | —                    | —            |
| 2 de marzo de 2015    | Detroit       | Estados Unidos | Saint Andrew's Hall        | Sheppard Matt Príncipe | —                    | —            |
| 4 de marzo de 2015    | Chicago       | Estados Unidos | House of Blues             | Sheppard Matt Príncipe | —                    | —            |
| 6 de marzo de 2015    | Toronto       | Canadá         | Phoenix Concert Theatre    | Sheppard Matt Príncipe | —                    | —            |
| 8 de marzo de 2015    | Silver Spring | Estados Unidos | The Fillmore Silver Spring | Sheppard Matt Príncipe | —                    | —            |
| 11 de marzo de 2015   | Filadelfia    | Estados Unidos | The TLA                    | Sheppard Matt Príncipe | —                    | —            |
| 13 de marzo de 2015   | Nueva York    | Estados Unidos | Irving Plaza               | Sheppard Matt Príncipe | —                    | —            |
| 15 de marzo de 2015   | Nueva York    | Estados Unidos | Irving Plaza               | Sheppard Matt Príncipe | —                    | —            |
| 17 de marzo de 215    | Boston        | Estados Unidos | Paradise Rock Club         | Sheppard Matt Príncipe | —                    | —            |
| 20 de marzo de 2015   | Nashville     | Estados Unidos | The Cannery Ballroom       | Matt Príncipe          | —                    | —            |
| Europa                |               |                |                            |                        |                      |              |
| 9 de abril de 2015    | Mánchester    | Reino Unido    | The Ritz                   | Olivia Somerlyn        | —                    | —            |
| 10 de abril de 2015   | Glasgow       | Reino Unido    | O2 ABC                     | Olivia Somerlyn        | —                    | —            |
| 11 de abril de 2015   | Birmingham    | Reino Unido    | The Institute              | Olivia Somerlyn        | —                    | —            |
| 13 de abril de 2015   | Londres       | Reino Unido    | Shepherd's Bush Empire     | Olivia Somerlyn        | —                    | —            |
| Asia                  |               |                |                            |                        |                      |              |
| 18 de abril de 2015   | Tokio         | Japón          | Laforet                    |                        | —                    | —            |
| 23 de abril de 2015   | Singapur      | Singapur       | Hard Rock Coliseum         |                        | —                    | —            |
| Oceanía               |               |                |                            |                        |                      |              |
| 27 de abril de 2015   | Sídney        | Australia      | Big Top                    | G.R.L.                 | —                    | —            |
| 30 de abril de 2015   | Melbourne     | Australia      | Forum Theatre              | G.R.L.                 | —                    | —            |
| Norteamérica          |               |                |                            |                        |                      |              |
| 8 de mayo de 2015     | Chula Vista   | Estados Unidos | Toyota Amphitheatre        | Festival               | Festival             | Festival     |
| 9 de mayo de 2015     | Carson        | Estados Unidos | StubHub Center             | Festival               | Festival             | Festival     |
| Europa                |               |                |                            |                        |                      |              |
| 26 de mayo de 2015    | Copenhague    | Dinamarca      | Vega                       | Olivia Somerlyn        | —                    | —            |
| 28 de mayo de 2015    | París         | Francia        | Le Trianon                 | Olivia Somerlyn        | —                    | —            |
| 29 de mayo de 2015    | Ámsterdam     | Países Bajos   | Paradiso                   | Olivia Somerlyn        | —                    | —            |
| 30 de mayo de 2015    | Hannover      | Alemania       | Expo Plaza                 | Olivia Somerlyn        | —                    | —            |
| 1 de junio de 2015    | Hamburgo      | Alemania       | Große Freiheit             | Olivia Somerlyn        | —                    | —            |
| 2 de junio de 2015    | Colonia       | Alemania       | Live Music Hall            | Olivia Somerlyn        | —                    | —            |
| 4 de junio de 2015    | Milán         | Italia         | Fabrique                   | Olivia Somerlyn        | —                    | —            |
| 6 de junio de 2015    | Londres       | Reino Unido    | Estadio de Wembley         | Festival               | Festival             | Festival     |
| Total                 | Total         | Total          | Total                      | Total                  | —                    | —            |